# Szczuroskoczniki
Szczuroskoczniki (Perognathinae) – podrodzina ssaków z rodziny karłomyszowatych (Heteromyidae).

## Zasięg występowania
Podrodzina obejmuje gatunki występujące w Ameryce Północnej.

## Systematyka

### Podział systematyczny
Do podrodziny należą następujące występujące współcześnie rodzaje:
- Perognathus Wied-Neuwied, 1839 – szczuroskocznik
- Chaetodipus Merriam, 1889 – chomikomyszka

Opisano również rodzaje wymarłe:
- Bursagnathus Korth & Samuels, 2015[10] – jedynym przedstawicielem był Bursagnathus aterosseus Korth & Samuels, 2015
- Eochaetodipus Korth, 2008[11] – jedynym przedstawicielem był Eochaetodipus asulcatus Korth, 2008
- Mioperognathus Korth, 2008[12] – jedynym przedstawicielem był Mioperognathus willardi Korth, 2008
- Oregonomys Martin, 1984[13]
- Stratimus Korth, Bailey & Hunt, 1990[14] – jedynym przedstawicielem był Stratimus strobeli Korth, Bailey & Hunt, 1990